# お笑い (お笑い芸人)
お笑い（おわらい、 1995年〈平成7年〉8月23日 - ）は、日本のお笑いタレント。本名：服部洋明。愛知県西尾市出身。旧芸名、「ハットリ」「ハットリ完走」「ハットリ乾燥」。身長186cm。

## 略歴
名古屋工業大学理工学部、名古屋大学大学院卒業。
2018年、ピン芸人「ハットリ」名義でどっかんプロ主催お笑いライブ「茨への階段」、レンガホリオ主催お笑いライブ「ホリンピック」に出演し活動を開始する。
2019年、学業に専念するために一時活動を控える。M-1グランプリ2020ではレンガホリオとのユニットコンビ「冷静と情熱のあいだ」として出場。
2020年、就職のために上京するが、偶々出演したU&Cエンタプライズ主催お笑いライブ「パワーオブフリー」で優勝したことをきっかけに活動を再開。その後、マセキ芸能社主催オーディションライブ「オリーブゴールド」への出演を経て、2021年より史上2番目の早さでマセキ芸能社マセキユースへの所属を果たす。
2023年7月27日、芸名を「ハットリ乾燥」に改名したことを発表。
2024年7月26日、芸名を「お笑い」に改名したことを発表。
2025年1月6日、マセキ芸能社を退所したことを発表。

## 出演

### テレビ
- 15ビョーーーン（テレビ東京）[1]
- 目指せ!! アウトレット芸人9（千葉テレビ）- 2024年6月25日放送[9]

### ラジオ
- ナイツ ザ・ラジオショー（ニッポン放送）[1]
- マイナビ Laughter Night（TBSラジオ）- 2024年1月第1週オンエア[1]